# Бад Гащайн
Бад Гащайн (на немски: Bad Gastein) е селище в Западна Австрия.
Разположен е около река Гащайнер Ахе в окръг Санкт Йохан им Понгау на провинция Залцбург. Надморска височина 1002 m.
Зимен балнеологичен курорт. Има жп гара. Отстои на около 75 km южно от провинциалния център град Залцбург. На 10 km на север е град Бад Хофгащайн.
Население 5838 жители към 15 май 2001 г.

## Спорт
В Бад Гащайн се провежда тенис турнира Гащайн Лейдис.